# 大塚道子
大塚 道子（おおつか みちこ、1930年6月6日 - 2013年2月26日）は、日本の女優、声優。東京府出身。本籍地は高知県。2010年から2013年まで劇団俳優座代表を務めた。兄は声優の嵯峨隆一。

## 来歴・人物
東京女高師付属高等女学校中退。舞台芸術アカデミーを経て、1948年12月、劇団俳優座入団 。映画やテレビドラマでは姑役で定評があった。また、ローレン・バコールの吹き替えなど声優としても活躍した。
1956年、第11回芸術祭賞奨励賞受賞。2002年、舞台『放浪記』と『いのち燃ゆるとき』の演技が高く評価され、第27回菊田一夫演劇賞を受賞した。2011年には第45回紀伊國屋演劇賞を受賞した。
また2010年より劇団俳優座代表を務めていたが、2013年2月26日、虚血性心疾患のため死去。
大塚の死後、ローレン・バコールなど吹き替えの持ち役は津田匠子（『百万長者と結婚する方法』：シャッツィ・ペイジ役 ※ テレビ朝日版 WOWOW追加収録部分）などが引き継いだ。

## 出演作品

### テレビドラマ
- 人間そっくり（1959年、中日テレビ） - 小説家の妻 役
- かげろう絵図（1960年、NTV）
- 松本清張シリーズ・黒の組曲 第32話「真贋の森」（1962年、NHK） - 民子 役
- ザ・ガードマン（TBS・大映テレビ室）
  - 第36話「醜聞」（1965年）
  - 第52話「バラ色の人生」（1966年）
  - 第138話「犯罪を予告する女」（1967年）
  - 第151話「氷と死神」（1968年）
  - 第224話「怪談・幽霊の赤ちゃん」（1969年）
  - 第225話「嫁と姑がうまくいく方法」（1969年）
- 喜びも悲しみも幾歳月（1965年、TBS）
- 松本清張シリーズ 「ある小官僚の抹殺」（1965年、KTV）
- ナショナルゴールデン劇場 / 逃亡（1966年、NET）
- 大河ドラマ（NHK）
  - 源義経（1966年） -  北条政子 役
  - 新・平家物語（1972年）  -紀伊ノ局 役
- 大奥（1968年、KTV）
- 銭形平次 第117話「妻恋い笛」（1968年、CX）
- 進め!青春（1968年、NTV）
- ポーラテレビ小説「パンとあこがれ」（1969年、TBS） - 石川良 役
- 無用ノ介 第18話「夏の終わり無用ノ介はひとり」（1969年、NTV）
- 霧の旗（1969年、CX）
- キイハンター（TBS・東映）
  - 第118話「踊れ墓場で幽霊ワルツ」（1970年）
  - 第201話「ドルショック殺人舞台」（1972年）
  - 第233話「美女とドクロの首飾り」（1972年）
- 火曜日の女シリーズ（NTV）
  - 喪服の訪問者（1971年）
  - 木の葉の家（1972年）- 手塚民子
- 飛び出せ!青春 第7話「このバカを許して下さい」（1972年、NTV） - 木次綾子 役
- 徳川おんな絵巻 第9話「新入り女中大活躍」・第10話「女と男の決斗」（1970年、KTV）
- 忍法かげろう斬り 第22話「風魔の佳人（おんな）」（1972年、KTV） - しぶき 役
- 水戸黄門（TBS・C.A.L）
  - 第3部 第18話「人情・刀鍛冶・岡山」（1972年3月27日） - おまき 役
  - 第4部 第13話「曲わっぱの恋・大館」（1973年4月16日） - 加津 役
  - 第14部 第26話「湯けむり格さん子守唄・山中」（1984年4月23日） - ふで 役
  - 第21部 第10話「嫁のこころ姑しらず・日田」（1992年6月8日） - 政 役
  - 第22部 第16話「白いおひげのお風呂番・別府」（1993年8月30日） - おひで 役
  - 第22部 第32話「会津名物夫婦下駄・会津」（1993年12月20日） - 万亀 役
  - 第25部 第37話「豪雨の旅籠の殺人事件・上山」（1997年9月8日） - おもん 役
  - 第28部 第29話「妻を裏切る夫の本心・広島」（2000年10月16日） - 竹乃 役
- 若い!先生（1974年、TBS） - 海堂秋乃 役
  - 第13話「ただいま! 北海道」
  - 第14話「ふるさとへの伝言」
- 白い滑走路（1974年、TBS）- 杉山加奈 役
- Gメン'75 （TBS・東映）
  - 第2話「散歩する囚人護送車」（1975年） - 柾木信也の母 役
  - 第128話「六万五千円の警察手帳」（1977年） - 高林俊の母 役
  - 第231話「危機一発! 車椅子の女刑事」（1979年） - 田中すみ 役
- 悪魔の手毬唄（1977年、MBS）
- 水中花（1979年、TBS）
- 土曜ワイド劇場（ANB）
  - 「帝銀事件 大量殺人・獄中三十二年の死刑囚」（1980年） - 平沢マサ 役
  - 「迷探偵コンビの危険旅行 幽霊結婚」（1982年）
  - 「大豪邸に残された嫁と姑 銀座うしの時参り殺人」（1984年、ABC）
- ちょっと神様（1982年、TBS）
- 火曜サスペンス劇場（NTV）
  - 「悪魔の島の赤ちゃん」（1982年）
  - 「真夜中の白い少女」（1986年）
- ザ・ハングマンII 第2話「女王がなめた苦い水」（1982年、ABC・松竹芸能） - 川瀬初枝 役
- 大奥（1983年、KTV）
  - 第14話「京より天女が舞い降りた」 - 矢島局 役
  - 第15話「めんどり歌えば家亡ぶ」
  - 第16話「断崖に立つ女」
- 昭和四十六年 大久保清の犯罪（1983年、TBS） - 大久保キヌ
- あいつと俺 第9話「カモメのように翔んだ -別府-」（1984年、TX）
- 月曜ワイド劇場「再婚妻と非行少年」（1985年、ABC）
- 花王 愛の劇場「三どしま」（1987年、TBS）
- 現代神秘サスペンス「女難の季節」（1989年、KTV・松竹）
- はぐれ刑事純情派（ANB・東映）
  - 第8シリーズ 第13話「亭主を上手に殺す方法」（1995年）
  - 第10シリーズ 第12話「尊属殺人!? 謎の悪戯電話」（1997年）
- 影武者・徳川家康（1998年、ANB）
- マルモのおきて（2011年、CX） - 藤沢キミ

### 映画
- 悪徳（1958年） - 加治阿津子 役
- 松川事件（1961年）
- その場所に女ありて（1962年） - 祐子 役
- けものみち（1965年）
- 私は負けない（1966年） - 三村町子 役
- 上意討ち 拝領妻始末（1967年） - 笹原すが 役
- 牡丹燈籠（1968年） - お米 役
- 金環蝕（1975年）
- 悪霊島（1981年）
- 次郎物語（1987年）

### 舞台
- いのち燃ゆるとき
- 頭痛肩こり樋口一葉
- 放浪記
- ザ・パイロット
- 樫の木坂四姉妹

### 吹き替え

#### 女優
- ローレン・バコール
  - 脱出（テレビ朝日版）
  - キー・ラーゴ（テレビ朝日版＝BD収録）
  - 求婚専科（テレビ朝日版）
  - 動く標的（テレビ朝日版）
  - 潜行者
  - 百万長者と結婚する方法（テレビ朝日版＝HDリマスター版DVD収録）
  - 三つ数えろ

#### 洋画
- 冬のライオン 覇者の落日（キャサリン・ヘプバーン）
- 何がジェーンに起ったか?（ジョーン・クロフォード）
- 浜辺の女　(ペギー<ジョアン・ベネット>)

#### 海外ドラマ
- 刑事コロンボ 別れのワイン（ジュリー・ハリス）
- 看護婦物語「死を見つめて」(ゾラ・ロートン<キャロル・ローゼレ>)
- 警部マクロード「赤い死のマーク」(カレン<ジョアンナ・バーンズ>)
- ミス・アメリカ・コンテスト　(ペギー<エリノア・パーカー>)

### その他
- 一枚の写真（CX）